# Bulma
Bulma je jedna od glavnih likova u serijalu Zmajeva Kugla.

## Opis
Bulma ima zelenkasto plavu kosu. Srednje je visine. Ima muža Vegetu i sa njim sina Tranksa i ćerku Bulu. Ona je treći lik koji se pojavljuje u serijalu odmah posle Gokua i njegovog dede Gohana.

## Značaj
Bulma je naučila Gokua šta su Zmajeve Kugle. Ona mu je pomogla da ih skupi. Takođe, kasnije je imala dobre odnose sa svim Z borcima. Dugo je bila u vezi sa Jamačom, ali kasnije se udala za Vegetu sa kojim je dobila sina i ćerku.